# Nati nel 1956/Aprile
| Questa pagina contiene informazioni ricavate automaticamente dalle voci biografiche con l'ausilio del template Bio e di un bot. L'aggiornamento è periodico e automatico e ricostruisce completamente la pagina. Se manca una persona in questa lista, sei pregato di non aggiungerla, ma accertati piuttosto che la sua voce biografica contenga il template Bio e che i dati anagrafici siano correttamente compilati. Se il template Bio manca, inseriscilo tu stesso o, in alternativa, metti l'avviso {{tmp\|Bio}} che ne segnala la mancanza. Se i dati riportati sono sbagliati, correggi direttamente la voce biografica; le modifiche saranno visibili in questa lista entro pochi giorni. Per chiarimenti vedi il progetto biografie. La lista contiene solo le 238 persone che sono citate nell'enciclopedia e per le quali è stato implementato correttamente il template Bio. Pagina aggiornata al 2 ago 2025. |

- 1º aprile - Pascal Basset-Chercot, scrittore e giornalista francese
- 1º aprile - Cai Shengliu, ex pallanuotista cinese
- 1º aprile - Duccio Canestrini, antropologo, giornalista e scrittore italiano
- 1º aprile - Giancarlo Giojelli, giornalista italiano
- 1º aprile - Maurizio Gualco, ex cestista italiano
- 1º aprile - Dimas Lara Barbosa, arcivescovo cattolico brasiliano
- 1º aprile - Angelo Lomaglio, politico italiano
- 1º aprile - Pascal Ondarts, ex rugbista a 15 francese
- 1º aprile - Claudio Pantaleoni, scacchista e scrittore italiano
- 1º aprile - Lupe Yáñez, cestista e allenatrice di pallacanestro boliviana († 2012)
- 2 aprile - Marc Caro, regista, sceneggiatore e disegnatore francese
- 2 aprile - Christopher Lewis, ex tennista statunitense
- 2 aprile - Marida Lombardo Pijola, giornalista e scrittrice italiana († 2021)
- 2 aprile - Hiroko Nakagawa, ex cestista giapponese
- 2 aprile - Carlo Pasquini, regista e scrittore italiano
- 2 aprile - Mauro Pirovano, attore italiano
- 2 aprile - José Francisco Rezende Dias, arcivescovo cattolico brasiliano
- 2 aprile - Kevin Siembieda, autore di giochi, editore e illustratore statunitense
- 2 aprile - Shigemitsu Sudō, ex calciatore giapponese
- 2 aprile - Airton José dos Santos, arcivescovo cattolico brasiliano
- 3 aprile - Carmelo Barone, ex ciclista su strada e pistard italiano
- 3 aprile - Miguel Bosé, cantautore, attore e ex ballerino spagnolo
- 3 aprile - Dante Di Loreto, produttore televisivo e produttore cinematografico statunitense
- 3 aprile - Anna Aurora Lombardi, designer italiana
- 3 aprile - Jordan Mitkov, ex sollevatore bulgaro
- 3 aprile - Lino Rava, ingegnere e politico italiano
- 3 aprile - Judie Tzuke, cantante inglese
- 4 aprile - Deborah Birx, medico, immunologo e diplomatica statunitense
- 4 aprile - Antonio Giuseppe Caiazzo, arcivescovo cattolico italiano
- 4 aprile - Marica Corral, ex cestista messicana
- 4 aprile - Klaus Eberhard, ex sciatore alpino austriaco
- 4 aprile - Evelyn Hart, ex ballerina canadese
- 4 aprile - David E. Kelley, produttore televisivo, produttore cinematografico e sceneggiatore statunitense
- 5 aprile - Leonid Fedun, imprenditore e dirigente sportivo russo
- 5 aprile - Lis Jeppesen, danzatrice danese
- 5 aprile - El Risitas, attore e comico spagnolo († 2021)
- 5 aprile - Gabriel Nigon, ex schermidore svizzero
- 5 aprile - Diamond Dallas Page, ex wrestler e attore statunitense
- 5 aprile - Terry Sykes, ex cestista statunitense
- 5 aprile - Lorenzo Villoresi, profumiere e imprenditore italiano
- 6 aprile - Michele Bachmann, politica e avvocato statunitense
- 6 aprile - Philippe Carrese, regista, disegnatore e scrittore francese († 2019)
- 6 aprile - Normand Corbeil, compositore canadese († 2013)
- 6 aprile - Frank Dux, artista marziale statunitense
- 6 aprile - Wojciech Fiedorczuk, ex cestista polacco
- 6 aprile - Chris French, psicologo britannico
- 6 aprile - Donella Mattesini, politica italiana
- 6 aprile - Aldo Reschigna, politico italiano
- 6 aprile - Oleh Rodin, ex calciatore sovietico
- 6 aprile - Sebastian Spreng, pittore argentino
- 6 aprile - Hal Willner, produttore discografico, musicista e compositore statunitense († 2020)
- 7 aprile - Azzedine Amanallah, ex calciatore marocchino
- 7 aprile - Marco Luci, autore televisivo italiano
- 7 aprile - Matteo Sanfilippo, storico italiano
- 7 aprile - Paolo Serra, generale italiano
- 7 aprile - Alberto Simone, regista e sceneggiatore italiano
- 7 aprile - Claudio Tarocco, ex calciatore italiano
- 8 aprile - Christine Boisson, attrice francese († 2024)
- 8 aprile - Tom Green, cestista e allenatore di pallacanestro statunitense († 2015)
- 8 aprile - Diane Michelle, doppiatrice statunitense
- 8 aprile - Ernest Obeng, ex velocista ghanese
- 8 aprile - Jim Piddock, attore britannico
- 8 aprile - Gianvittore Vaccari, politico italiano
- 8 aprile - Philip Wadler, informatico statunitense
- 8 aprile - Antonio Del Monaco, politico e generale italiano († 2023)
- 9 aprile - Andrés Aldama, ex pugile cubano
- 9 aprile - Barbara Bachlechner, ex multiplista italiana
- 9 aprile - Marco Cari, allenatore di calcio e ex calciatore italiano
- 9 aprile - Maurizio Darai, pilota motonautico italiano
- 9 aprile - Márton Esterházy, ex calciatore ungherese
- 9 aprile - Volodymyr Lytvyn, politico ucraino
- 9 aprile - Massimo Mannelli, golfista italiano
- 9 aprile - Ann Morrison, attrice statunitense
- 9 aprile - Miguel Ángel Russo, allenatore di calcio e ex calciatore argentino
- 9 aprile - Nigel Slater, giornalista e scrittore inglese
- 9 aprile - Jenny Walker, ex tennista australiana
- 10 aprile - Claudio Costamagna, banchiere e dirigente d'azienda italiano
- 10 aprile - Gustavo Franco, economista brasiliano
- 10 aprile - Donna Hobin, ex cestista canadese
- 10 aprile - Sumbu Kalambay, ex pugile congolese (Repubblica Democratica del Congo)
- 10 aprile - Gianluca Susta, politico e avvocato italiano
- 10 aprile - Masafumi Yokoyama, ex calciatore giapponese
- 11 aprile - William Joseph Burns, politico e diplomatico statunitense
- 11 aprile - Antonello Colonna, cuoco e personaggio televisivo italiano
- 11 aprile - Gene Mayer, ex tennista statunitense
- 11 aprile - Tony McAndrew, allenatore di calcio, dirigente sportivo e ex calciatore scozzese
- 11 aprile - Valerio Nati, ex pugile e allenatore di pugilato italiano
- 11 aprile - José Carlos Santos Saiani, ex cestista brasiliano
- 11 aprile - Ezio Sella, allenatore di calcio e ex calciatore italiano
- 11 aprile - Bobby Storey, politico irlandese († 2020)
- 12 aprile - Andrea Eife, ex nuotatrice tedesca orientale
- 12 aprile - Andy García, attore, regista e produttore cinematografico cubano
- 12 aprile - Chuy García, politico statunitense
- 12 aprile - Herbert Grönemeyer, cantautore, musicista e attore tedesco
- 12 aprile - František Jakubec, calciatore cecoslovacco († 2016)
- 12 aprile - Tama Janowitz, scrittrice statunitense
- 12 aprile - Walter Salles, regista, sceneggiatore e produttore cinematografico brasiliano
- 12 aprile - Alessandro Sommella, bassista italiano
- 12 aprile - Miloš Srejović, ex triplista jugoslavo
- 13 aprile - Claudio Balzaretti, biblista italiano
- 13 aprile - Possum Bourne, pilota di rally neozelandese († 2003)
- 13 aprile - Alan Devonshire, allenatore di calcio e ex calciatore inglese
- 13 aprile - Kent Johansson, allenatore di hockey su ghiaccio e ex hockeista su ghiaccio svedese
- 13 aprile - Satish Kaushik, regista, attore e produttore cinematografico indiano († 2023)
- 13 aprile - César Martins de Oliveira, calciatore brasiliano († 2024)
- 13 aprile - Antonio Saronni, ex ciclocrossista italiano
- 14 aprile - Barbara Bonney, soprano statunitense
- 14 aprile - Keith Crofford, dirigente d'azienda statunitense
- 14 aprile - Chris Ellis, attore statunitense
- 14 aprile - John G. Hemry, scrittore statunitense
- 14 aprile - Herbert Hermann, ex calciatore svizzero
- 14 aprile - Aleksandrs Kulakovs, ex calciatore e allenatore di calcio lettone
- 14 aprile - Gabriele Lupini, generale, medico e docente italiano
- 14 aprile - Maurizio Pistocchi, giornalista, conduttore televisivo e opinionista italiano
- 14 aprile - Vitoriano Ramos, ex calciatore portoghese
- 14 aprile - Jorge Ulate, ex calciatore costaricano
- 15 aprile - Michael Cooper, ex cestista e allenatore di pallacanestro statunitense
- 15 aprile - Patrice Gaille, ex schermidore svizzero
- 15 aprile - Gregory Harbaugh, ex astronauta statunitense
- 15 aprile - Monique Loudières, ex ballerina francese
- 15 aprile - Ljubov' Šarmaj, ex cestista sovietica
- 15 aprile - Simon Scuddamore, attore britannico († 1984)
- 16 aprile - Randy Ayers, ex cestista e allenatore di pallacanestro statunitense
- 16 aprile - David McDowell Brown, astronauta statunitense († 2003)
- 16 aprile - Catherine Colonna, politica e diplomatica francese
- 16 aprile - Ambrogio Lo Giudice, regista, sceneggiatore e fotografo italiano
- 16 aprile - Lise-Marie Morerod, ex sciatrice alpina svizzera
- 17 aprile - Godwin Odiye, allenatore di calcio e calciatore nigeriano
- 17 aprile - Vyto Ruginis, attore e produttore cinematografico britannico
- 17 aprile - Anders Tegnell, medico e epidemiologo svedese
- 18 aprile - Daniel Alonso, ex calciatore uruguaiano
- 18 aprile - Michael Alram, numismatico austriaco
- 18 aprile - Roberto Calderoli, politico italiano
- 18 aprile - Giovanni Gebbia, ex cestista e allenatore di pallacanestro italiano
- 18 aprile - John James, attore statunitense
- 18 aprile - Arvydas Juozaitis, ex nuotatore sovietico
- 18 aprile - Bob Latta, politico e avvocato statunitense
- 18 aprile - Juan Vicente Morales, calciatore uruguaiano († 2020)
- 18 aprile - Karim Abdul Razak, allenatore di calcio e ex calciatore ghanese
- 18 aprile - Eric Roberts, attore statunitense
- 18 aprile - Charles Edward Tamba, arcivescovo cattolico sierraleonese
- 18 aprile - Melody Thomas Scott, attrice statunitense
- 18 aprile - Andrej Ėšpaj, regista sovietico
- 19 aprile - Sue Barker, ex tennista e telecronista sportiva britannica
- 19 aprile - Paul Day, cantante britannico († 2025)
- 19 aprile - Riccardo Giagni, musicologo e compositore italiano
- 19 aprile - Mike Harrison, ex rugbista a 15 britannico
- 19 aprile - Juhani Himanka, ex calciatore finlandese
- 19 aprile - Gary Langan, ingegnere, musicista e produttore discografico inglese
- 19 aprile - Volen Siderov, politico bulgaro
- 19 aprile - Uli Sude, allenatore di calcio e ex calciatore tedesco
- 20 aprile - Kakha Bendukidze, politico e imprenditore georgiano († 2014)
- 20 aprile - Peter Chelsom, regista e attore britannico
- 20 aprile - Franco Danieli, politico italiano
- 20 aprile - Prudencio Norales, ex calciatore honduregno
- 21 aprile - Paul Bradshaw, calciatore inglese († 2024)
- 21 aprile - David Carter, ex tennista australiano
- 21 aprile - Carlo Cosolo, doppiatore, direttore del doppiaggio e dialoghista italiano
- 21 aprile - Rick DeMont, ex nuotatore statunitense
- 21 aprile - Allan Hansen, ex calciatore danese
- 21 aprile - Jimmy Johnson, bassista statunitense
- 21 aprile - Mark Olberding, ex cestista statunitense
- 21 aprile - Patrick Ottmann, ex calciatore francese
- 21 aprile - Mangala Samaraweera, politico singalese († 2021)
- 21 aprile - Raphael Thattil, arcivescovo cattolico indiano
- 21 aprile - John Walker, produttore cinematografico statunitense
- 22 aprile - Kizza Besigye, ex politico ugandese
- 22 aprile - Giovanni Battista Bilo, poeta e librettista italiano († 2009)
- 22 aprile - Valerio Gallorini, conduttore radiofonico e produttore televisivo italiano
- 22 aprile - Fritz Jean, economista, politico e scrittore haitiano
- 22 aprile - Cynthia Johnson, cantante, cantautrice e sassofonista statunitense
- 22 aprile - Vladimir Kara, pittore russo
- 22 aprile - Eddy Van Lancker, sindacalista belga
- 22 aprile - Atanas Malinov, allenatore di pallavolo bulgaro
- 22 aprile - Jukka-Pekka Saraste, direttore d'orchestra e violinista finlandese
- 22 aprile - Bruce A. Young, attore statunitense
- 23 aprile - Yvona Brzáková, ex tennista cecoslovacca
- 23 aprile - José Cano López, calciatore spagnolo († 2000)
- 23 aprile - Stefano Cantini, sassofonista italiano
- 23 aprile - Raúl Esnal, calciatore uruguaiano († 1993)
- 23 aprile - Greg Joy, ex altista canadese
- 23 aprile - Kane Kramer, inventore britannico
- 23 aprile - Gennaro Matino, presbitero, teologo e scrittore italiano
- 23 aprile - Josef Mazura, allenatore di calcio e ex calciatore ceco
- 23 aprile - Albert One, cantante italiano († 2020)
- 23 aprile - Charnwit Polcheewin, allenatore di calcio e ex calciatore thailandese
- 24 aprile - Filippo Belloni, velista italiano
- 24 aprile - Marco Bouchard, ex magistrato italiano
- 24 aprile - Alberto Cavaglion, storico, saggista e biografo italiano
- 24 aprile - Hisashi Katō, allenatore di calcio e ex calciatore giapponese
- 24 aprile - Tat'jana Lesovaja, ex discobola kazaka
- 24 aprile - Mirko Puzović, ex pugile jugoslavo
- 24 aprile - Caterina Zuccaro, calciatrice italiana
- 25 aprile - Dominique Blanc, attrice francese
- 25 aprile - Giancarlo Casiraghi, ex ciclista su strada italiano
- 25 aprile - Dave Corzine, ex cestista e allenatore di pallacanestro statunitense
- 25 aprile - Jaroslava Schallerová, attrice ceca
- 25 aprile - Andres Sõber, ex cestista e allenatore di pallacanestro estone
- 25 aprile - Miroslav Votava, allenatore di calcio e ex calciatore cecoslovacco
- 26 aprile - Imanol Arias, attore e regista spagnolo
- 26 aprile - Mansour Bahrami, ex tennista iraniano
- 26 aprile - Ron Donachie, attore scozzese
- 26 aprile - Vladimirs Durdins, hockeista su ghiaccio sovietico († 1990)
- 26 aprile - Claudio Eusepi, ex calciatore italiano
- 26 aprile - Giacomo Poretti, comico, attore e sceneggiatore italiano
- 26 aprile - Dan Rains, ex giocatore di football americano statunitense
- 26 aprile - Günter Scheich, psicoterapeuta e scrittore tedesco
- 26 aprile - François Schuiten, fumettista e scenografo belga
- 26 aprile - Massimo Zunino, politico italiano
- 27 aprile - Michael Beinhorn, tastierista e produttore discografico statunitense
- 27 aprile - Betsy Markey, politica statunitense
- 27 aprile - Kevin McNally, attore britannico
- 27 aprile - Douglas Pearce, musicista britannico
- 27 aprile - Robert Phillis, pilota motociclistico australiano
- 27 aprile - Jeff Probyn, ex rugbista a 15 britannico
- 28 aprile - Bak Giwan, linguista e esperantista sudcoreano
- 28 aprile - Jimmy Barnes, cantante, chitarrista e compositore britannico
- 28 aprile - Nanne Bergstrand, allenatore di calcio e ex calciatore svedese
- 28 aprile - Paolo Bologna, regista, sceneggiatore e scrittore italiano
- 28 aprile - Göran Edman, cantante svedese
- 28 aprile - Nancy Lee Grahn, attrice statunitense
- 28 aprile - Paul Lockhart, ex astronauta statunitense
- 29 aprile - Dragomir Bukvič, ex cestista e allenatore di pallacanestro sloveno
- 29 aprile - Paolo Cecinelli, giornalista e telecronista sportivo italiano
- 29 aprile - Donatella Di Cesare, filosofa, editorialista e saggista italiana
- 29 aprile - Clara Mochi, ex schermitrice italiana
- 29 aprile - Kevin Moran, ex calciatore irlandese
- 29 aprile - Ketil Stokkan, cantante norvegese
- 30 aprile - Marty Byrnes, ex cestista statunitense
- 30 aprile - Jorge Chaminé, baritono portoghese
- 30 aprile - Régis Courtecuisse, micologo francese
- 30 aprile - Joseph Duell, danzatore e coreografo statunitense († 1986)
- 30 aprile - Alan Friedman, giornalista, conduttore televisivo e scrittore statunitense
- 30 aprile - Robin Kelly, politica statunitense
- 30 aprile - Marina Pinzuti, scenografa italiana
- 30 aprile - Åge Sørensen, ex calciatore norvegese
- 30 aprile - Lars von Trier, regista e sceneggiatore danese
- 30 aprile - Michael Wright, attore e doppiatore statunitense